# Pseudombrophila leporum
Pseudombrophila leporum är en svampart som först beskrevs av Alb. & Schwein., och fick sitt nu gällande namn av Johannes van Brummelen 1995. Pseudombrophila leporum ingår i släktet Pseudombrophila och familjen Pyronemataceae.   Inga underarter finns listade i Catalogue of Life.